# Porsche 918
La Porsche 918 Spyder est une supercar hybride rechargeable du constructeur allemand de voitures de sport Porsche produite de 2013 à 2015. Remplaçante de la Carrera GT, la 918 est mue par un moteur thermique traditionnel V8 secondé par deux moteurs électriques.
Elle est présentée officiellement pour la première fois lors de la 80e édition du salon de Genève, qui s'est tenue en mars 2010, et dévoilée en version définitive au salon de Francfort en septembre 2013. Son prix de vente était inférieur à 800 000 euros à son lancement, soit moins que ses concurrentes la McLaren P1 et la Ferrari LaFerrari, qui dépassent toutes deux le million d'euros.
La Porsche 918 a été élue « meilleure voiture du monde » aux Joiris Car Awards 2013. 
Une version de course RSR a quant à elle été dévoilée en 2011. Elle reprend la technologie hybride utilisée dans la 911 GT3 R Hybrid en l'associant au design de la 918 Spyder.

## Développement

### Développement et présentation
La 918 Spyder a été développée sous la responsabilité du Dr Frank-Steffen Walliser, précédemment Responsable de la stratégie de la division Compétition. Le développement technique fut quant à lui dirigé par Michael Hölscher.
Le prototype (modèle unique) de la Porsche 918 Spyder présenté en mars 2010 au salon de Genève a tout de suite capté l'attention des médias et en juillet 2010, le conseil de surveillance de Porsche donnait son feu vert à la mise en production après avoir récolté 2 000 intentions d'achat. La 918 suit alors un développement jusqu'en 2013 et sera présentée au mois de septembre à Francfort dans sa version définitive. Elle a un design final très proche du concept, en effet étant donné l'accueil de celui-ci, il fut demandé au designer que la version commercialisée s'en éloigne le moins possible.

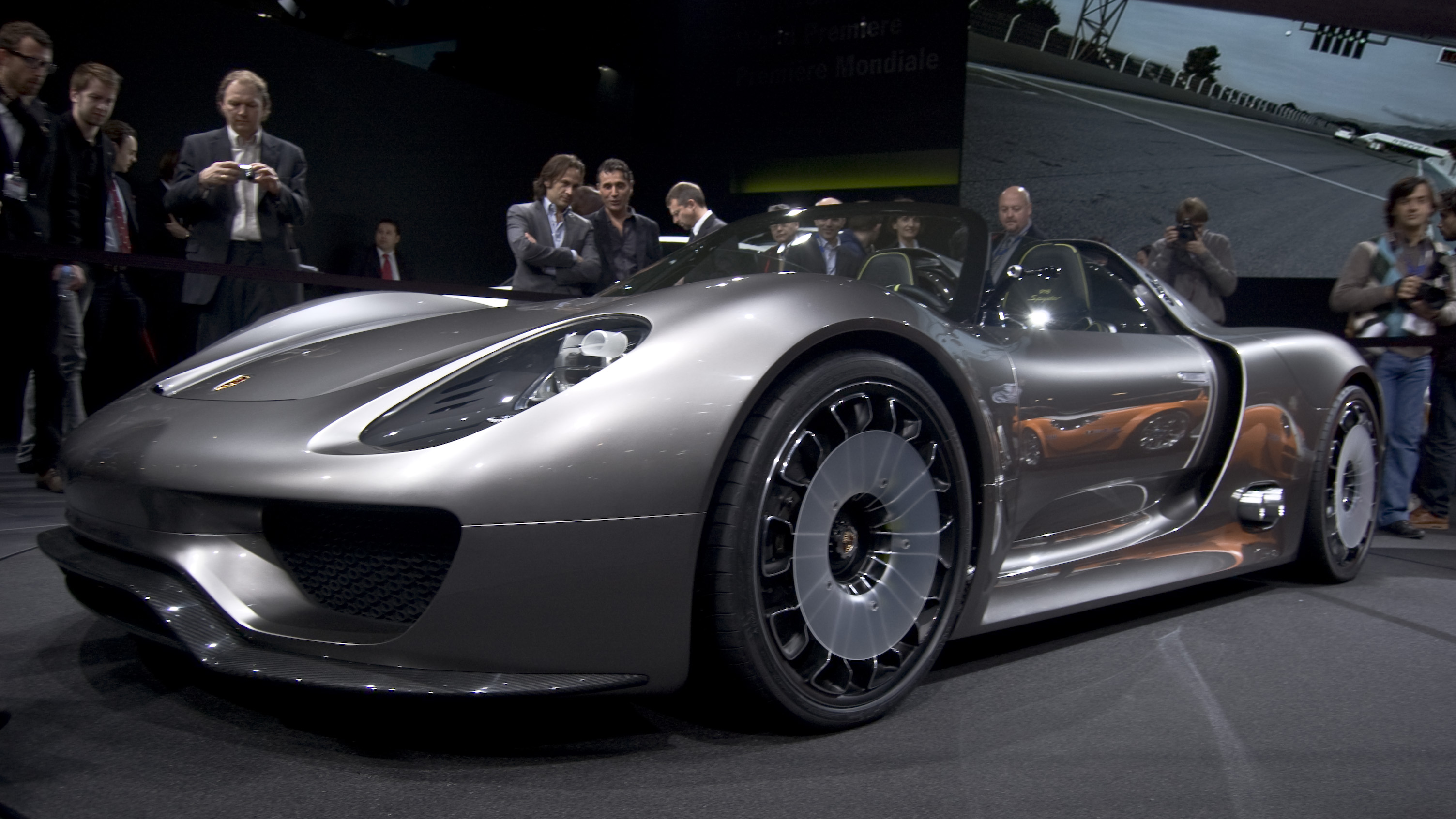
La 918 Spyder Concept au salon de l'automobile de Genève 2010.
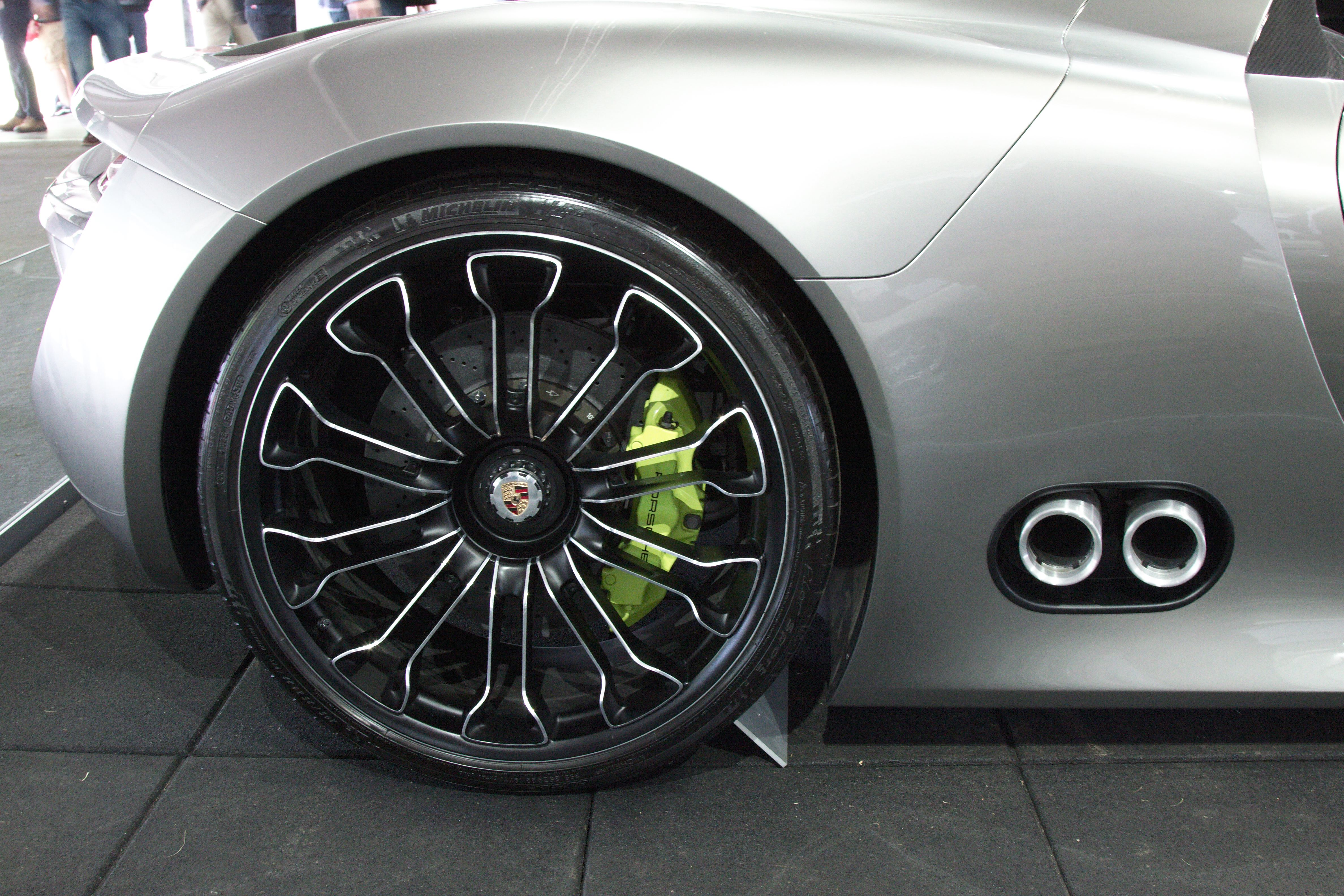
La roue arrière du concept, avec des sorties d'échappement latérales.
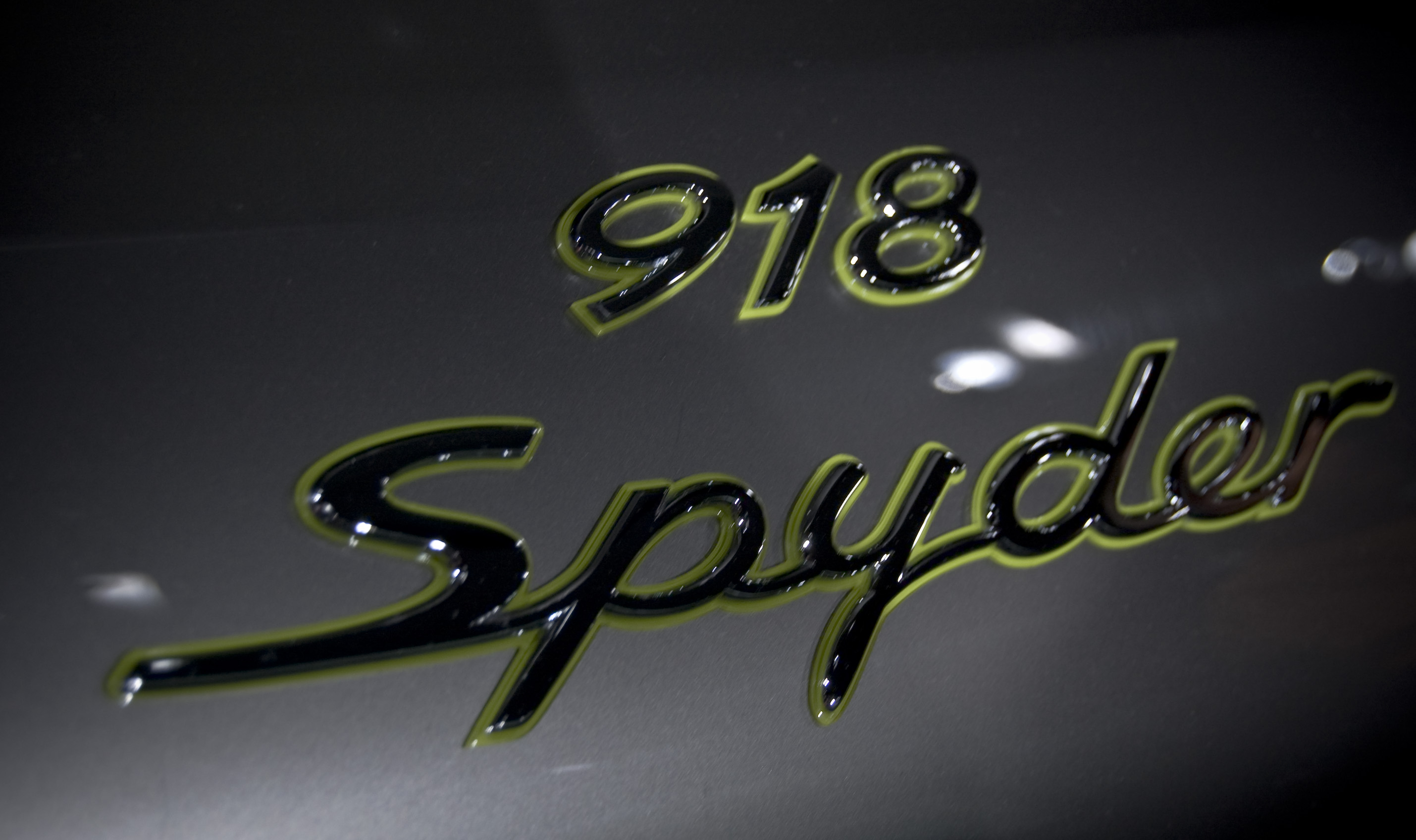
Logo à l'arrière du concept, lors de sa présentation en 2010.

### Production
La 918 Spyder a été produite à 918 exemplaires, en référence à son nom. Ils ont été tous écoulés dès novembre 2014, mais le dernier exemplaire a été assemblé seulement en juin 2015, après 21 mois de production. Près d'un tiers des ventes ont été faites vers les États-Unis.

## Caractéristiques

### Design extérieur

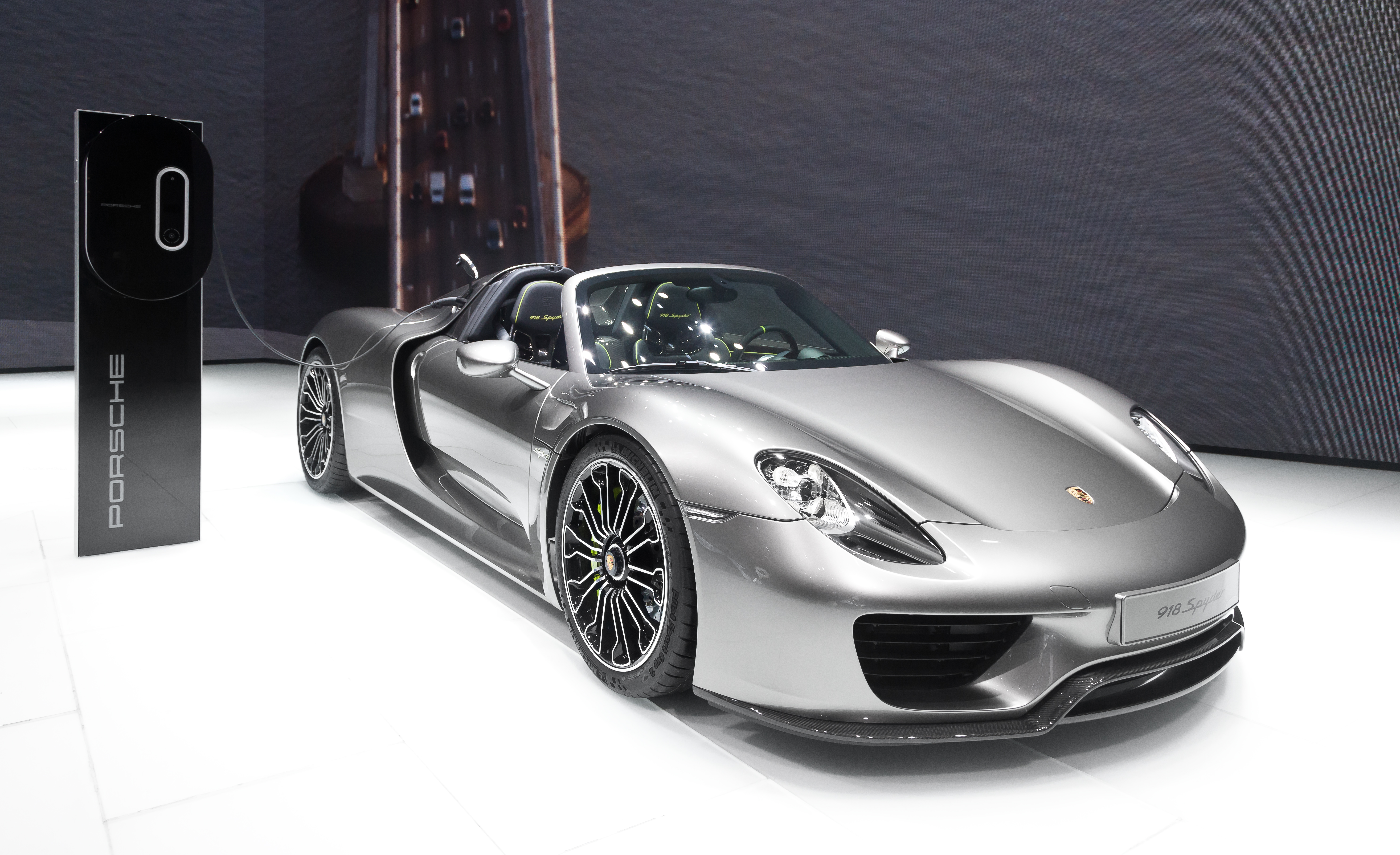
La 918 Spyder au Salon de Détroit 2013.

La 918 Spyder, aussi bien le concept que la version finale, a été dessinée par l'équipe de Michael Mauer, responsable du design chez Porsche.
L'avant de la 918 est doté de deux grandes prises d'air qui lui donnent son aspect très sportif et résolu. Le capot avant, bien qu'il donne l'impression d'être plus fin, englobe en réalité les ailes du véhicule et va jusqu'aux passages de roues. Les optiques avant rappellent beaucoup par leur forme celles de la Carrera GT.

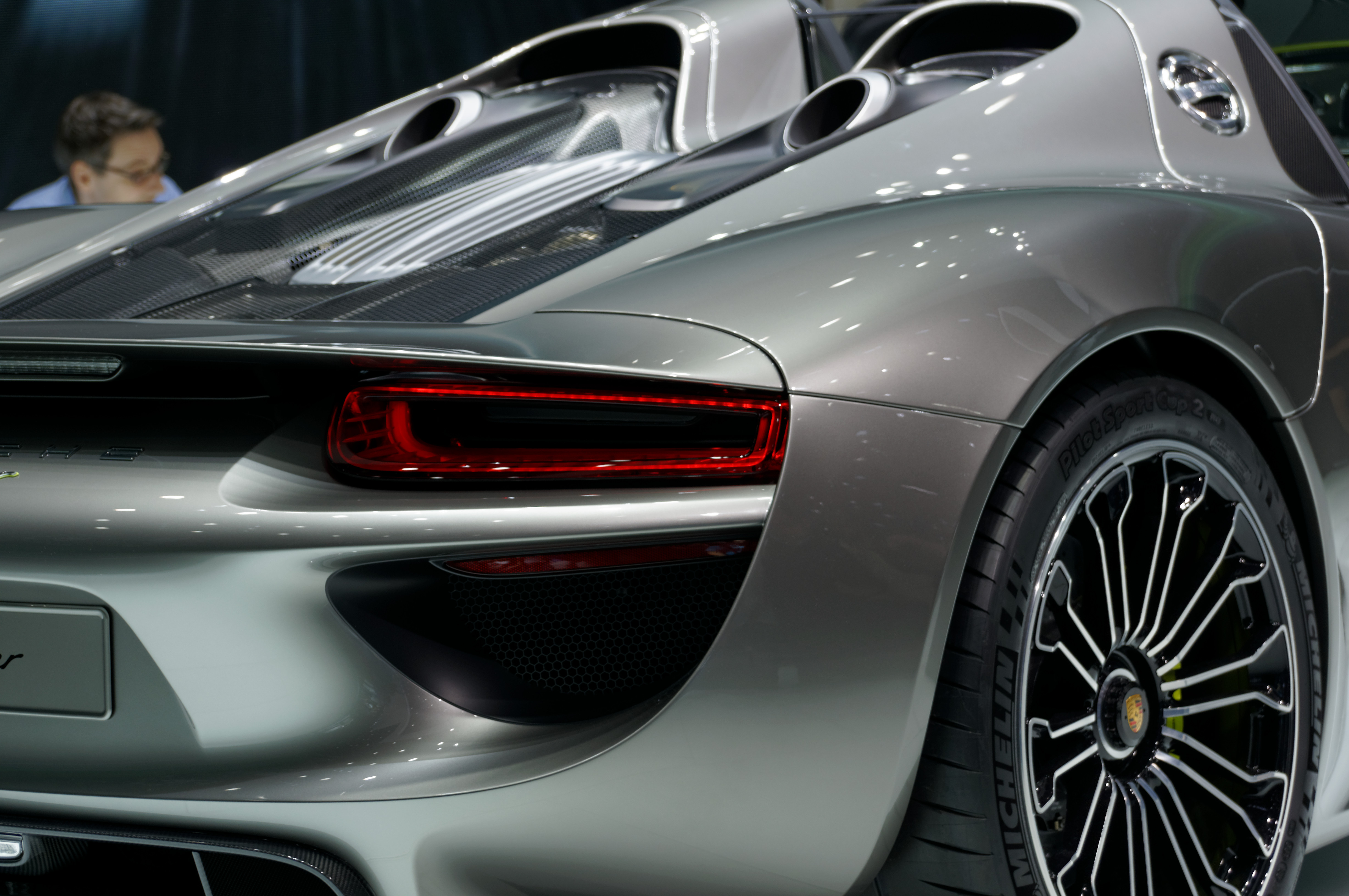
Les feux arrière et leur design « tridimensionnel ».

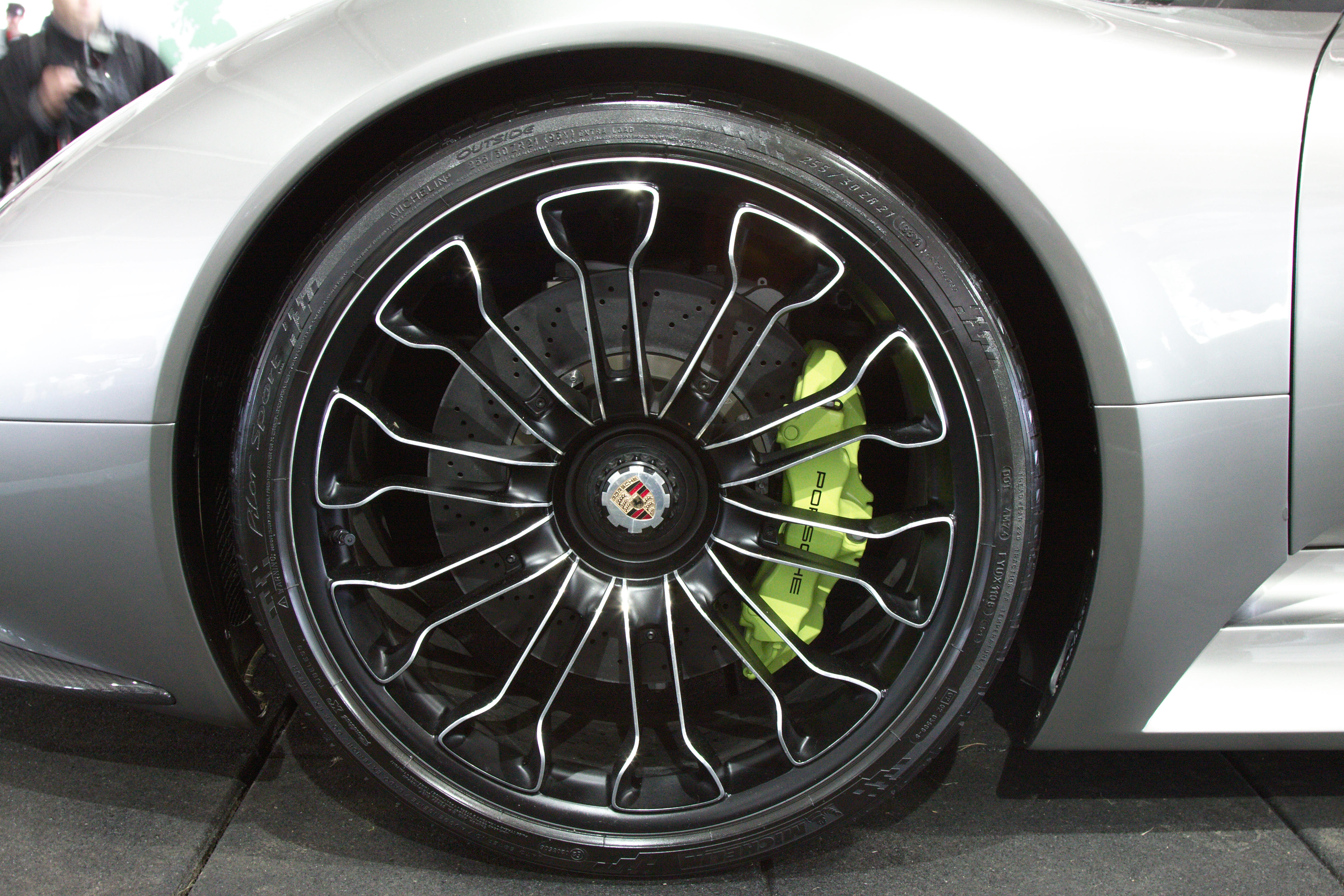
Roue avant de la 918 Spyder, avec sa jante bicolore.

L'arrière de la 918 est caractérisé par un double bossage très marqué, se prolongeant du haut des sièges vers l'arrière de la carrosserie. Le moteur est largement visible à l'arrière, ainsi que deux sorties d'échappements qui permettent d'éjecter les gaz d'échappement juste au-dessus du moteur thermique, via des tuyaux très courts. Cela permet également de moins rejeter de chaleur vers le moteur électrique et la batterie placés en dessous.
Un trait reconnaissable du design de la 918, est l'alternance de courbes convexes et concaves, et l'omniprésence de bords saillants créant un effet de « profondeur » dans la carrosserie. C'est le cas au niveau des larges entrées d'air latérales, qui continuent vers les bossages du dessus. Les feux arrière à LED profitent également de façon marquée de cette conception « tridimensionnelle ».
La 918 dispose de jantes spécifiques bicolores, de 20 pouces à l'avant et 21 pouces à l'arrière. D'après le constructeur, le contraste entre les parties peintes en noir et les bords chromés en surface crée également un effet tridimensionnel. Des jantes allégées en magnésium provenant de la RS Spyder (-14,9 kg) sont disponibles en option, pour de meilleures performances. Elles sont par ailleurs incluses dans le Pack Weissach.

### Châssis et suspensions
Le châssis est composé d'une monocoque et d'un berceau moteur arrière en PFRC (plastique à renfort fibre de carbone), et d'un châssis avant en aluminium faisant aussi office de crash-box. La carrosserie est également faite de plastique à renfort fibre de carbone afin de gagner en poids. L'empattement du véhicule est de 2 730 mm, tout comme celui de la Carrera GT. D'après le chef de projet Frank Walliser, « c’est l’idéal pour des proportions correctes ». La répartition des masses est de 43 % sur l'avant et 57 % sur l'arrière.
Les suspensions à l'avant sont à double triangulation et multibras à l'arrière. L'essieu arrière dispose également d'une direction électrique, en effet les roues arrière pivotent latéralement pour améliorer le comportement de la voiture. À faible vitesse, les roues arrièrent braquent dans le sens opposé aux roues avant, permettant de réduire le rayon de braquage (qui est de 41,7 pieds soit 12,7 m). À vitesse élevée, elles braquent dans le même sens pour gagner en stabilité.
Afin de pouvoir franchir sans difficulté des trottoirs ou des ralentisseurs qui gênent souvent les voitures de sport, la 918 Spyder peut être équipée en option d'un système levant l'avant du véhicule d'environ 30 mm, grâce à un bouton situé sur la console.

### Motorisation

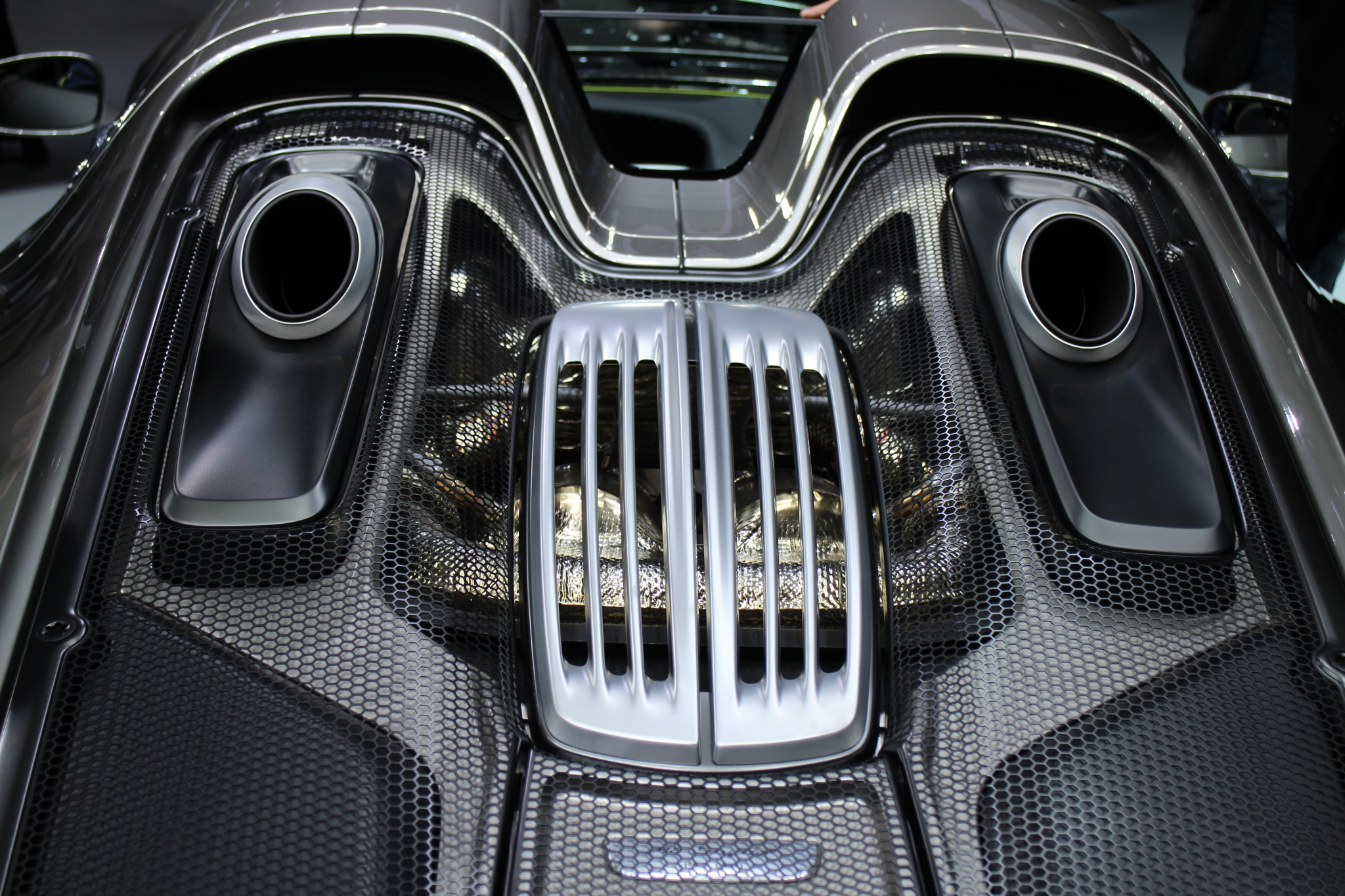
Le moteur de la 918 Spyder, surmonté du double bossage.

La 918 Spyder est entraînée par un système hybride de type rechargeable unique de par sa configuration, qui comprend un moteur V8 à haut régime (9 150 tr/min) d'une cylindrée de 4,6 litres et développant 610 ch (447 kW), et deux moteurs électriques.
Le moteur thermique, en position centrale arrière, se fonde sur le moteur de course de la célèbre Porsche RS Spyder ; il ne pèse que 135 kg. La transmission de la force motrice aux roues arrière s'effectue via une boîte à double embrayage (PDK) à sept rapports. À cela s’ajoutent deux moteurs électriques, l’un sur l'avant, l’autre sur l’arrière, qui développent au total plus de 200 kW (265 ch) de puissance mécanique, ce qui porte la puissance totale à 875 ch. Cette configuration permet d’obtenir une transmission intégrale innovante et variable, où la force motrice peut être contrôlée indépendamment sur les deux essieux. La majorité de la puissance est cependant réservée à l'essieu arrière, l'essieu avant ne profitant que du moteur électrique avant. Par ailleurs, le moteur avant est actif jusqu'à une vitesse de 265 km/h où il atteint son régime maximum, puis est découplé au-delà.
L'électronique de puissance, le moteur électrique avant ainsi que la batterie sont d'origine Bosch. D'après le constructeur, les moteurs électriques ont un rendement énergétique de l'ordre de 90 % ce qui les rend plus efficients qu'un moteur thermique. D'autre part, ils servent à récupérer une partie de l'énergie du freinage afin de la stocker dans la batterie pour un boost ultérieur.
La voiture offre cinq modes de fonctionnement différents :
1. E-Drive : mode tout électrique. L'autonomie annoncée est de 30 km et la vitesse de pointe de 150 km/h maximum ;
2. Hybride : moteurs électriques + moteur thermique. L'électronique privilégie au maximum le mode électrique pour minimiser la consommation d'essence ;
3. Sport Hybride : le moteur thermique fonctionne en permanence et les deux moteurs électriques font office de booster lors des accélérations ;
4. Race Hybride : les trois moteurs fonctionnent en permanence. L'accélérateur est bien plus réactif et le temps de passage des rapports de la boîte PDK est réduit au minimum ;
5. Hot Lap : les trois moteurs fonctionnent en permanence. La consommation électrique est maximale pour permettre de faire le meilleur temps sur un tour de circuit.

### Batterie
De technologie lithium-ion cobalt refroidie par liquide, elle a une capacité de 6,8 kWh et peut délivrer jusqu'à 230 kW. Elle est positionnée devant le V8 et la boite PDK, et sous le réservoir d'essence. Sa masse de 138 kg et sa position contribuent à abaisser le centre de gravité de la 918.
Elle peut être rechargée sur une prise à domicile, ou par le moteur thermique en roulant. Pour le chargement domestique, le Porsche Universal Charger fournit une puissance de 3,6 kW (en courant alternatif, converti par la voiture), mais le Porsche Speed Charging Station délivrant 20 kW (en courant continu) peut être choisi en option afin de réduire le temps de chargement à une demi-heure.
Durant la phase de freinage, la batterie est également rechargée par les moteurs électriques jusqu’à une décélération de 0,5 g, au-delà le système hydraulique et les freins céramiques (de série) s'activent pour un freinage plus efficace.
La 918 Spyder a une autonomie de 30 km en mode intégralement électrique, sachant que le démarrage est toujours en mode électrique.

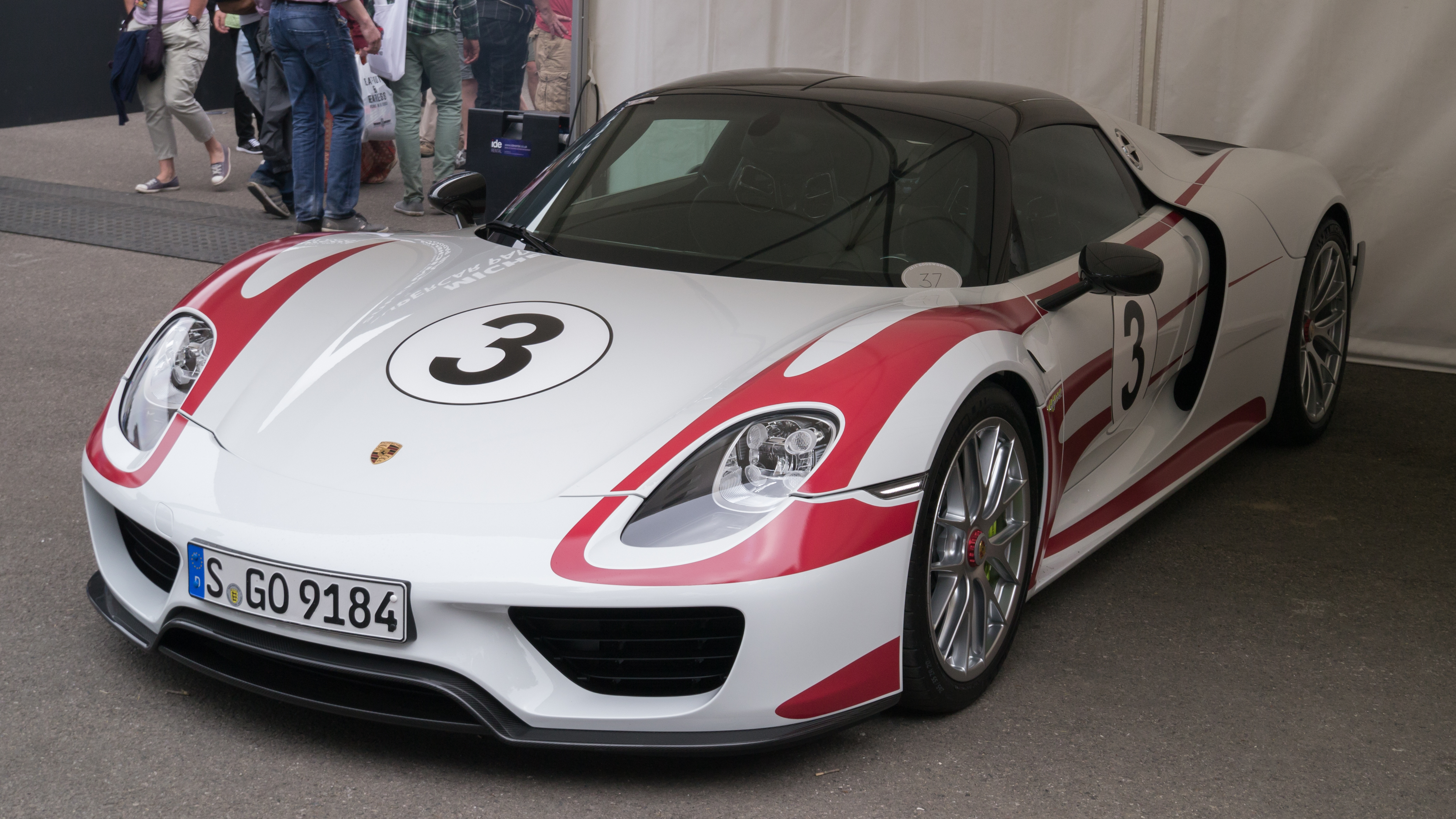
Une 918 Spyder avec Pack Weissach et film extérieur Salzburg Racing.

### Pack Weissach
La Porsche 918 Spyder peut être dotée en option du pack Weissach qui rend la voiture plus légère et plus véloce. La 918 Spyder perd ainsi 36 kg grâce à la suppression du système de recharge rapide, de plusieurs moquettes, des garnitures de portières (pas d’accoudoir ni de poignées), de la boîte à gants et des vide-poches. La peinture, sur certaines parties du véhicule, est remplacée par un film plastique. Certaines pièces en aluminium ou en acier sont remplacées par du magnésium (pour les jantes par exemple), du titane ou du carbone.

## Performances

### Performances constructeur
|                                                           | 918 Spyder | 918 Spyder avec Pack Weissach |
| --------------------------------------------------------- | ---------- | ----------------------------- |
| Vitesse maximale (moteur thermique + moteurs électriques) | 345 km/h   | 345 km/h                      |
| Vitesse maximale (moteurs électriques seuls)              | 150 km/h   | 150 km/h                      |
| Accélération (moteur thermique + moteurs électriques)     |            |                               |
| 0 à 100 km/h                                              | 2,7 s      | 2,6 s                         |
| 0 à 200 km/h                                              | 7,3 s      | 7,2 s                         |
| 0 à 300 km/h                                              | 19,8 s     | 19,1 s                        |
| Accélération (moteurs électriques seuls)                  |            |                               |
| 0 à 60 km/h                                               | 3,0 s      | 3,0 s                         |
| 0 à 100 km/h                                              | 6,2 s      | 6,1 s                         |
| Reprise (moteur thermique + moteurs électriques)          |            |                               |
| 80 à 120 km/h                                             | 1,2 s      | 1,2 s                         |
| 100 à 200 km/h                                            | 4,7 s      | 4,6 s                         |

### Performances sur circuit
Un certain nombre de performances et de records sur circuit ont été réalisés à bord de la 918 Spyder, en voici une liste non exhaustive. Il est entendu que dans cette section, les records sont ceux parmi les voitures homologuées sur route, et non les voitures de course.

#### Nürburgring
Porsche a annoncé le 10 septembre 2013 avoir réalisé sur la boucle nord du célèbre Nürburgring un temps de 6 min 57 s, avec une 918 Spyder équipée du Pack Weissach,. Elle était pilotée par Marc Lieb, pilote d'usine de la marque, qui a ainsi réalisé une vitesse moyenne de 179,5 km/h. Elle détient le troisième meilleur temps parmi les voitures homologuées sur route, et le premier si l'on excepte les records des Radical SR8 et SRLM, qui s'apparentent plus à des voitures de course et ne sont pas homologuées dans tous les pays comme la 918.
En septembre 2012, Marc Lieb avait déjà réalisé un chrono de 7 min 14 s avec une version non définitive de la 918 Spyder, s'octroyant à l'époque la 5e place.

#### Laguna Seca
La 918 Spyder a détenu le meilleur temps pendant plusieurs mois sur le circuit Mazda Raceway Laguna Seca, avec 1 min 29 s 89. Le record a été établi début 2015 lors d'un duel avec la McLaren P1, autre supercar hybride, qu'elle a devancé de moins d'une seconde. Le pilote Randy Pobst était au volant dans les deux cas. Mais en octobre 2015, le record est battu par la Dodge Viper ACR qui réalise un chrono de 1 min 28 s 65, avec également Randy Pobst en tant que pilote.

#### Bugatti
Elle a également battu le record sur le circuit Bugatti du Mans en novembre 2014 avec 1 min 42 s 627, détrônant la Radical SR3 SL de plus de 2 s. Le record a été réalisé par le pilote d'endurance Christophe Tinseau, dans le cadre d'un test par le magazine Sport Auto.

## Environnement et pollution
Malgré des performances de premier ordre, Porsche met aussi en avant l'efficience de la 918 Spyder, notamment via son micro-site E-Mobility dédié aux véhicules hybrides. La 918 Spyder a en effet, grâce à son hybridation, des chiffres de consommation particulièrement bas, avec 3,1 L/100 km et des émissions de CO2 de 72 g/km d'après le nouveau cycle européen de conduite. Même si ces chiffres seront difficiles à reproduire en réalité et qui plus est avec une conduite sportive (l'essayeur du Point a par exemple relevé 13 L/100 km en conduite sur circuit), ils sont particulièrement bons pour une voiture aussi puissante.
En mode tout électrique (batterie préalablement chargée), il est possible de traverser un centre-ville sans bruit et sans rejets de gaz d'échappements, ce qui peut également être appréciable pour les riverains.

## Rappels
Malgré son positionnement très haut de gamme, la Porsche 918 n'est pas exempte de problèmes techniques. Ceux-ci ont néanmoins été décelés de manière préventive, aucune défaillance n'ayant été signalée par les acheteurs. On peut cependant noter qu'en rapport au nombre total de véhicules produits, une grande proportion des 918 Spyder a été concernée par au moins un rappel.
En septembre 2014, Porsche a procédé au rappel de quarante-cinq véhicules, à la suite d'un problème décelé au niveau des bras de suspension arrière. Cette défaillance a été repérée le 26 juin de la même année pendant un test de durabilité effectué par le constructeur, sur le Circuit de Nardò, en Italie.
Un deuxième rappel, plus important, a touché 205 voitures en décembre 2014. Il s'agit cette fois du châssis, dont certaines pièces seraient défectueuses. Cette fois encore, il s'agit d'un rappel préventif, aucune plainte n'ayant été émise de la part des clients.
Plus récemment, en mai 2015 a eu lieu une troisième vague de rappels. Il s'agit cette fois de faisceaux de câbles pouvant entrer en contact avec des éléments de refroidissement du moteur et ainsi s'user à cause des frottements, ce qui pourrait causer un court-circuit, voire un incendie. Cela concerne cette fois potentiellement 223 voitures.

## 918 RSR

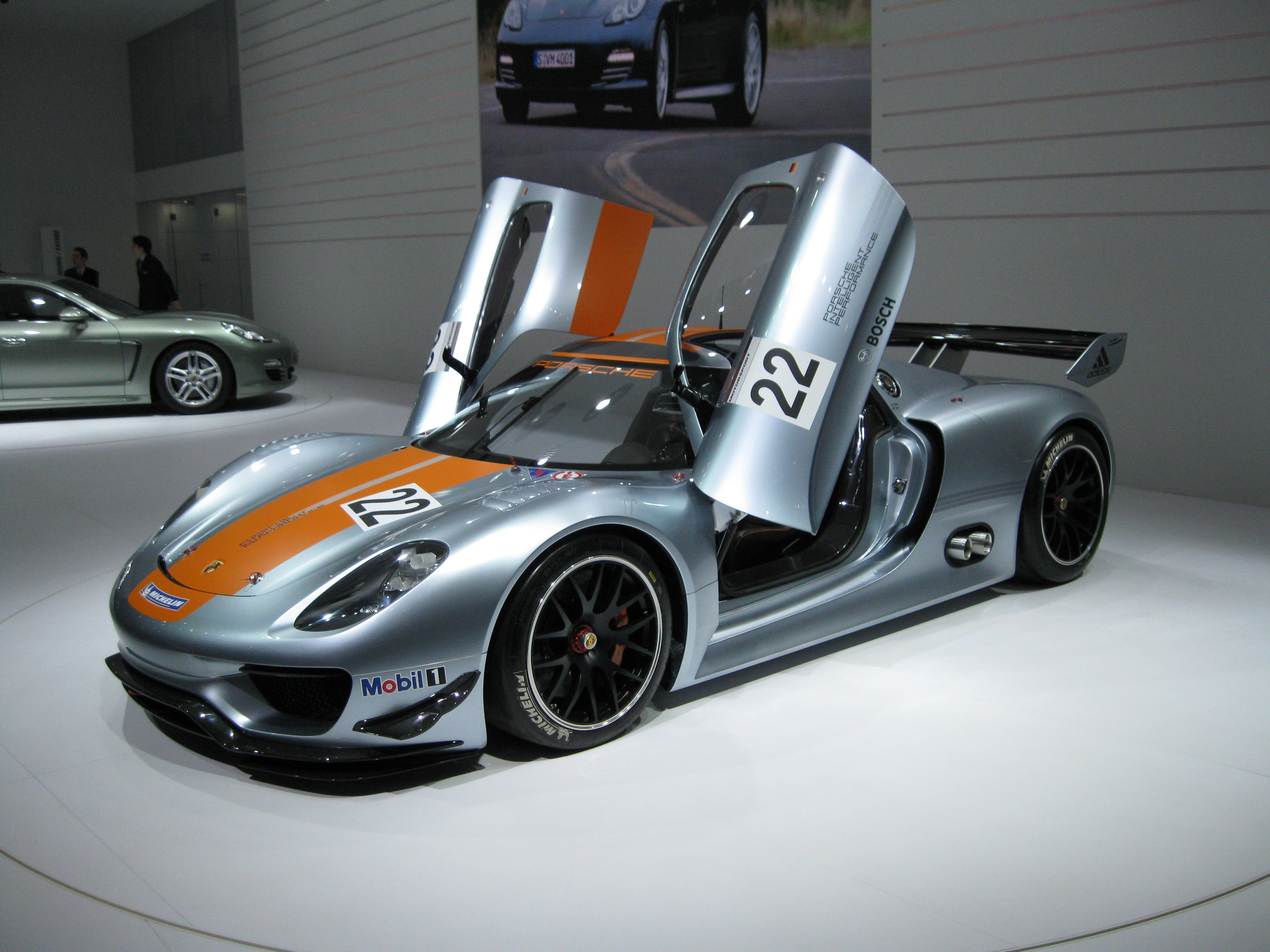
La 918 RSR avec ses portières en élytre.

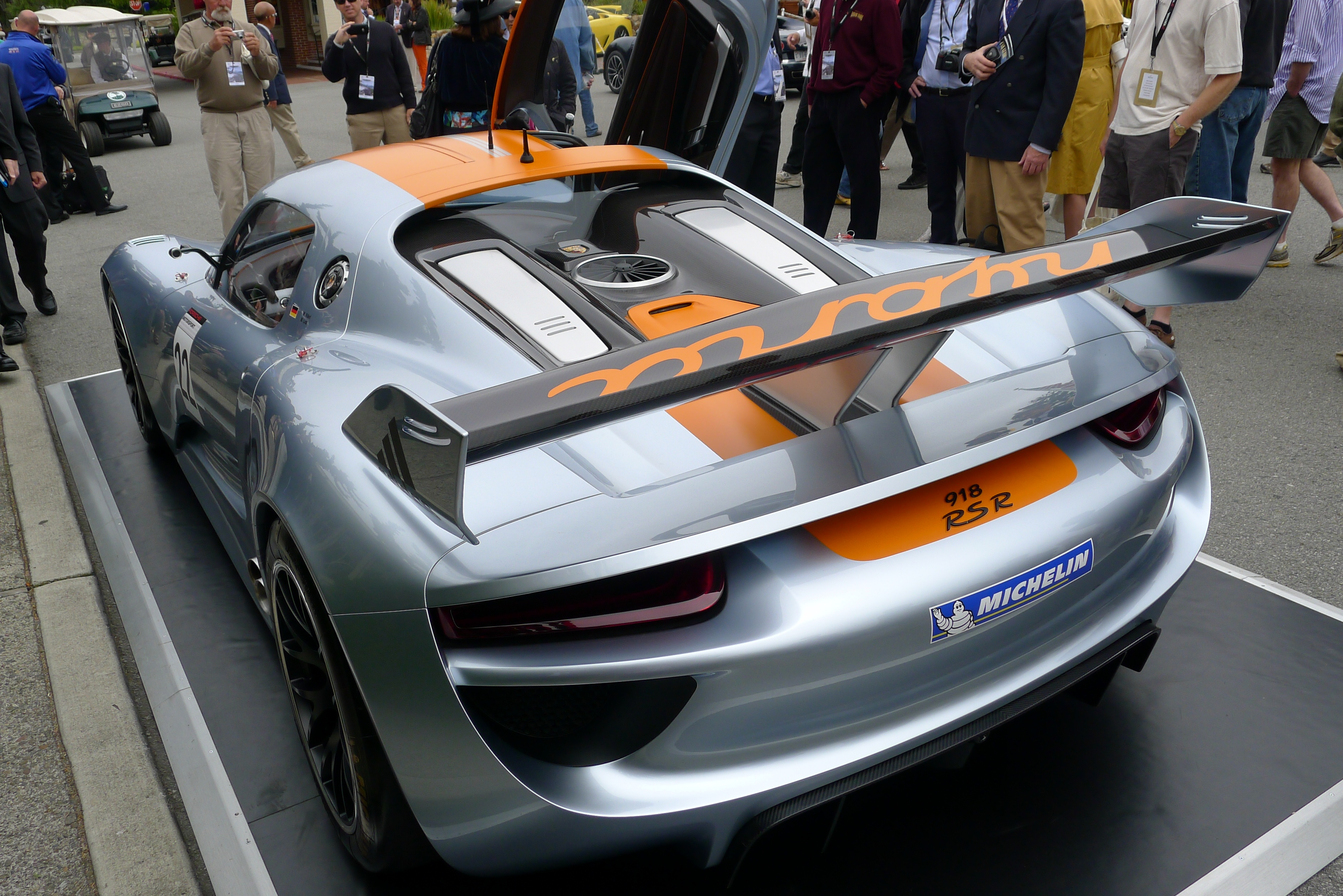
L'arrière de la 918 RSR.

La 918 RSR est une déclinaison de la 918 Spyder plus radicale dédiée à la course. Elle a été présentée moins d'un an après le concept de la Spyder, au Salon international de l'automobile d'Amérique du Nord en janvier 2011,.

### Technologie
Elle n'utilise pas la technologie hybride rechargeable comme la 918 Spyder mais un système de récupération de l'énergie cinétique pour stocker l'énergie dans un volant d'inertie. Son moteur V8 3,4 L de 563 ch (à 10 300 tr/min) ainsi que sa boîte de vitesses à six rapports, commandée par des palettes au volant, sont tirés de la RS Spyder. Contrairement à la 918 Spyder, deux moteurs électriques sont installés sur les roues avant, portant la puissance totale à 767 ch. La puissance peut être répartie indépendamment sur les deux roues avant, grâce à un système appelé Torque Vectoring.
Le rotor de l'accumulateur à volant d'inertie tourne à une vitesse de 36 000 tr/min pour permettre le stockage de l'énergie. Il est rechargé lors du freinage, grâce aux moteurs électriques qui servent alors de générateurs. Afin de bénéficier du surplus d'énergie ainsi stockée, le pilote appuie sur un bouton et la rotation du volant est convertie en électricité par voie électro-magnétique pour alimenter les moteurs électriques. Ceux-ci développent 75 kW chacun (102 ch), soit 150 kW (204 ch) au total sur l'essieu avant. Cette puissance est effective pendant une durée de 8 secondes maximum, lors d'une charge complète.

### Design extérieur
Au niveau de la carrosserie, elle présente des différences importantes avec la 918 Spyder. Ses portières sont en élytre, elle a un toit fixe, un imposant aileron arrière fixe lui aussi, ainsi que des appendices aérodynamiques latéraux à l'avant. Elle est équipée de jantes de 19 pouces à écrou central. Elle est dotée d'une nouvelle teinte de peinture appelée « Bleu Métal Liquide », et traversée par une bande orange sur toute sa longueur, couleur rappelée par les étriers de frein et l'inscription « hybrid » sur l'aileron arrière. On peut également noter que les sorties d'échappement ne sont pas situées au-dessus du moteur comme pour la 918 Spyder, mais en bas, sur les côtés du véhicule, comme pour le concept présenté en 2010.

### Habitacle
L'habitacle se différencie en étant beaucoup plus dépouillé et axé sur la compétition. À la place du siège passager se trouve ainsi l'accumulateur à volant d'inertie, et la console centrale est dotée d'interrupteurs à bascules au lieu d'une console ergonomique à écran tactile pour la 918 Spyder. Le rapport en cours est affiché sur le volant, tandis que la récupération d'énergie est visible sur la colonne de direction, devant l'écran d'affichage.